# Вязовое (Липецкая область)
Вязовое (ударение на предпоследнюю букву) — село Долгоруковского района Липецкой области. Центр сельского поселения Вязовицкий сельсовет.
В 1779 году 25 крестьянских семей из города Чернавска (ныне село Чернава) переселились в степи. Здесь, в 12 км к северо-западу от села Долгоруково, они основали селение. Оно расположилось в урочище Вязовый Верх (верховье холма, поросшее вязом).
Первоначально село носило название Вязове́цкое.
Считается родиной певицы, Народного артиста РСФСР Людмилы Георгиевны Рюминой

## Население
| 2010 |
| ---- |
| 321  |